# 工人集团
工人集团（羅馬化：Rabochaya gruppa）是苏联的一个政治团体。该团体成立于1923年2月，其目的是反对新苏维埃社会和俄共（布）中的官僚主义和管理层过度集权的现象。其主要领导人是加夫里尔·米亚斯尼科夫，他主张废除死刑，由工人委员会管理工业，以及不受限制的新闻自由，因此在1922年被俄国共产党（布尔什维克）被开除。到1923年夏天，该团体已有数百名追随者（仅莫斯科就有约300人），其中大部分是工人，许多人来自工人反对派。
该团体主张苏维埃国家和国有企业应由工作场所选出的苏维埃来管理，认为如果不受工人民主的控制，新经济政策有可能演变为“对无产阶级的新剥削”。
其主要活动分子在1923年9月被逮捕，随后该组织的活动基本上被压制，尽管它在1930年代之前仍然存在于监狱里，可能还有地下活动。米亚斯尼科夫在被捕后被流放到德国，在那里他与德国共产主义工人党和共产主义工人国际建立联系。